# Schwarzach (Main)
Schwarzach (în traducere „Râul Negru”) este un afluent de stânga al râului Main. Izvorul râului se află în parcul național Steigerwald din nordul Bavariei. Schwarzach traversează Oberschwarzach, Bimbach, Brünnau, Neuses am Sand, Stadelschwarzach, Laub, Reupelsdorf și de varsă în Main la Schwarzach am Main. La gura de vărsare se află  Mănăstirea Schwarzach (Münsterschwarzach). 
Din anul 1960 mănăstirea are o mică hidrocentrală amplasată pe râu.